# 1648 en arts plastiques
| Années des arts plastiques : 1645 - 1646 - 1647 - 1648 - 1649 - 1650 - 1651    |
| Décennies des arts plastiques : 1610 - 1620 - 1630 - 1640 - 1650 - 1660 - 1670 |

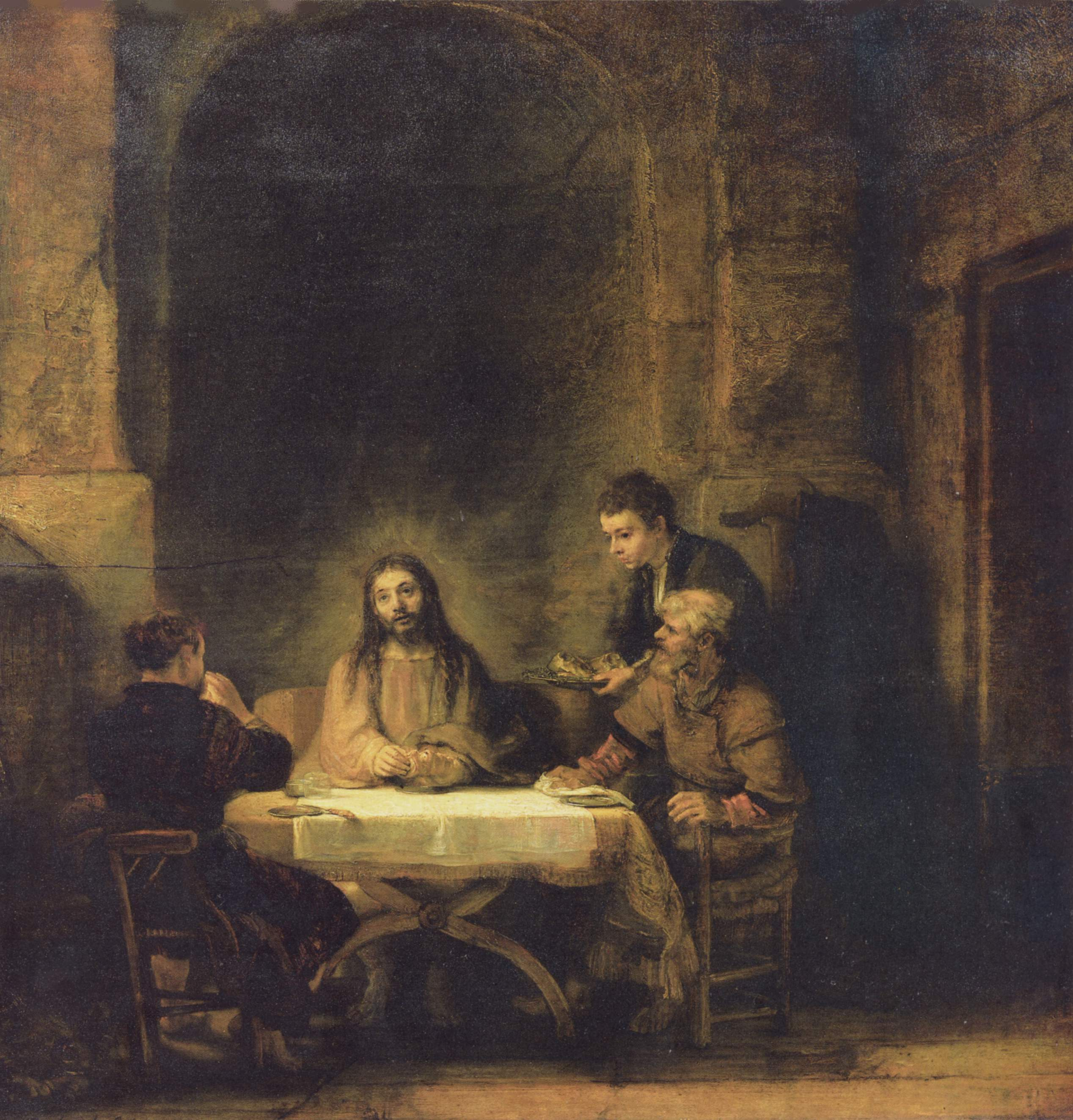
Le Christ à Emmaüs, de Rembrandt.

Cette page concerne l'année 1648 en arts plastiques.

## Événements
- Fondation en France durant la Régence d'Anne d'Autriche, d'une réunion d'artistes créée par Charles Le Brun et les frères Henri et Louis Testelin, et la collaboration de Juste d'Egmont, dans le but de s'émanciper de la tutelle de la corporation des maîtres et jurés peintres et sculpteurs. Elle prend en 1655 le titre d'Académie royale de peinture et de sculpture[1].

## Œuvres
- Les Pèlerins d'Emmaüs, tableau de Rembrandt.

## Naissances
- 22 août : Gerard Hoet, peintre néerlandais († 2 décembre 1733),
- 3 octobre : Élisabeth-Sophie Chéron, peintre sur émail et graveur française († 3 septembre 1711),
- 22 novembre : Pierre-Antoine Patel, peintre français († 15 mars 1707),
- ? :
  - Giovanni Raffaello Badaracco, peintre baroque italien († 1717),
  - Ambrogio Besozzi, peintre et graveur italien † 1706),
  - Bartolomeo Bimbi, peintre de natures mortes italien † 1723),
  - Margherita Caffi, peintre baroque italienne, spécialisée dans la peinture de natures mortes, de fleurs et de fruits († 20 septembre 1710),
  - Marcantonio Franceschini, peintre baroque italien appartenant à l'école bolonaise († 24 décembre 1729).

## Décès
- 23 février : Guillaume Cureau, peintre  et sculpteur français (° vers 1595),
- 13 avril : Martin Hermann Faber, peintre architecte et cartographe allemand (° 1587),
- 22 avril : Alonzo Rodriguez, peintre italien (° 1578),
- 23 mai : Louis Le Nain, peintre français (° vers 1593),
- ? juillet : Jan Matham, peintre et graveur néerlandais (° janvier 1600),

- ? :
  - Simone Cantarini, peintre et graveur italien (° 12 avril 1612),
  - Andries Stock, peintre, graveur et illustrateur néerlandais d'origine flamande (° vers 1580).